# Daily Herald
Daily Herald – lewicowy dziennik brytyjski, wydawany w latach 1912–1964 w Londynie (do 1919 jako tygodnik „Herald”). Jego następcą jest bulwarowy dziennik „The Sun”.
Od 1922 był politycznie związany z brytyjską Partią Pracy, od 1929 był własnością centrali związkowej Kongresu Związków Zawodowych TUC.